# Maják Marblehead
Maják Marblehead (anglicky Marblehead Lighthouse) stojí v Marbleheadu, v Ohio, ve Spojených státech amerických a je nejstarším nepřetržitě fungujícím majákem na americké straně Velkých jezer, který od roku 1822 bezpečně naviguje námořníky podél skalnatých břehů poloostrova Marblehead a je aktivní navigační zařízení v Erijském jezeře.
Od 17. prosince 1969 je zapsán v Národním registru historických míst pod číslem 690001482.

## Historie
V roce 1819 uznal patnáctý Kongres USA potřebu navigačních pomůcek podél Velkých jezer a vyčlenil 5 000 dolarů na stavbu světelné věže u vjezdu do zálivu Sandusky. V roce 1821 postavil stavitel William Kelly (za pomoci místních obyvatel Amose Fenna a Wm. B. Smithe) na výběžku poloostrova Marblehead 15 m vysokou věž z místního vápence. Základna věže má průměr 7,6 m a její stěny jsou silné 1,5 m. Na vrcholu se zužuje na 3,7 m a její stěny jsou silné 0,61 m.
Než byl maják automatizován, staralo se o něj postupně patnáct strážců majáku (z toho dvě ženy). Prvním strážcem byl Benajah Wolcott, veterán z americké revoluční války a jeden z prvních osadníků na poloostrově (ačkoli v letech 1819–1821 pobýval ve městě Sandusky. Po dokončení majáku a také přilehlého kamenného strážního domku v roce 1821 se Wolcott s rodinou do něj přestěhoval. Každou noc zapaloval knoty třinácti lamp na velrybí olej, které tvořily původní světelné zařízení (skládalo se z několika kovových reflektorů o průměru každý 406 mm, které pomáhaly odrážet světlo přes jezero). Mezi další povinnosti strážce majáku patřilo vedení deníku proplouvajících lodí, zaznamenávání povětrnostních podmínek a organizování záchranných akcí. Po Wolcottově smrti v roce 1832 převzala tyto povinnosti jeho manželka Rachel (a poté převzal stejné povinnosti její poslední manžel Jeremiah Van Benschoter). V roce 1858 byly lampy na velrybí olej nahrazeny světlem z jediné petrolejové lucerny zvětšené Fresnelovou čočkou; tato čočka vytvářela dobře viditelné, stálé bílé světlo. V roce 1880 byl původní kamenný dům strážce z roku 1821 (v sousedství majáku) nahrazen současným velkým domem strážce ze dřeva.
V roce 1876 byla 800 m západně od majáku postavena záchranná stanice. Prvním velitelem byl jmenován Lucien Clemons, který spolu se svými dvěma bratry zachránil 1. května 1875 dva námořníky ze ztroskotané lodi u poloostrova.
Přelom století přinesl nové technologie i konstrukční změny, včetně zvýšení výšky věže o dalších 4,6 m. Byl instalován mechanismus podobný hodinám, který otáčel lucernou a vytvářel dojem zářivého světelného záblesku každých 10 sekund. Tento systém vyžadoval, aby strážce majáku každé tři hodiny v noci otáčel závažím, aby se lucerna stále otáčela. Vylepšená Fresnelova čočka 3,5 řádu s hranolovými plochami vytvářela intenzívnější světlo s delším dosahem.
V roce 1923 nakonec petrolejovou lucernu nahradilo elektrické světlo, které výrazně zvýšilo intenzitu signálu. Během druhé světové války se maják stal strategicky důležitým pro obranu země. Poslední civilní správce majáku rezignoval a v roce 1946 převzala odpovědnost za maják Pobřežní stráž Spojených států.
V roce 1958 byl maják automatizován. Původní povrchová úprava majáku, která byla poničena časem a nepříznivým počasím, byla v témže roce opatřena novým štukovým nátěrem.
Od roku 1972 se o pozemek kolem majáku stará Ohio Department of Natural Resources, který v květnu 1998 převzal věž majáku v Marbleheadu do svého vlastnictví. Pobřežní stráž USA nadále provozuje a udržuje světlo majáku. V roce 2012 bylo instalováno LED světlo. Jeho zelený signál bliká každých šest sekund a je viditelný na vzdálenost 11 námořních mil (20 km). Výrazná zelená barva odlišuje signál majáku od bílých světel vycházejících z majáků pro leteckou navigaci. Na maják vede 77 schodů.
V letech 2001–2002 stát zrekonstruoval věž a dům strážce za 500 000 dolarů. V roce 2004 byla na světelnou stanici vrácena Fresnelova čočka ze stanice pobřežní stráže v Marbleheadu, kde byla dříve vystavena.

## Maják v umění
Poštovní služba Spojených států vydala 17. června 1995 známku s vyobrazením majáku. Byl to jeden z pěti majáků vybraných do série poštovních známek „Lighthouses of the Great Lakes“, které v roce 1995 navrhl Howard Koslow. Na každém z Velkých jezer byl vybrán jeden maják. Kromě majáku Marblehead (Ohio) na Erijském jezeře jde o maják St Joseph na Michiganském jezeře, maják Spectacle Reef na Huronském jezeře, maják  Split Rock na Hořejším jezeře a maják Thirty Mile Point na Ontarijském jezeře.